# Tętnice rzęskowe przednie
Tętnice rzęskowe przednie (ang. anterior ciliary arteries, łac. arteriae ciliares anteriores) – w anatomii człowieka tętnice gałki ocznej, będące odgałęzieniami gałęzi mięśniowych tętnicy ocznej. Przebijają twardówkę w okolicy brzegu rogówkowego i łączą się z tętnicami rzęskowymi tylnymi długimi i krótkimi, tworząc koło tętnicze większe tęczówki. Odchodzą od nich tętnice spojówkowe przednie (ang. anterior conjunctival arteries, łac. arteriae conjunctivales anteriores) i tętnice nadtwardówkowe (ang. episcleral arteries, łac. arteriae episclerales).